# Chiretolpis unicolor
Chiretolpis unicolor là một loài bướm đêm thuộc phân họ Arctiinae, họ Erebidae.